# Anisodes atrimacula
Anisodes atrimacula är en fjärilsart som beskrevs av Paul Dognin 1911. Anisodes atrimacula ingår i släktet Anisodes och familjen mätare. Inga underarter finns listade i Catalogue of Life.